# 常宁天堂山国家森林公园
常宁天堂山森林公园，又称湖南天堂山国家森林公园，位于湖南省衡阳市常宁市弥泉乡境内的天堂山。

## 沿革
天堂山森林公园，于2007年升为省级森林公园，2009年升格为国家级森林公园。
2016年1月28日，湖南天堂山国家森林公园管理处正式挂牌成立。

## 景观
公园主体范围内分两大景区，即南江园景区和九龙塔景区。
南江园景区主要包括森林景观：杉海寻幽、竹海叠翠、同心竹、瑶山茶苑、野生猕猴桃等。
九龙塔景区主要包括地文景观：天堂山、狮子脑、猴子洞、观音坐莲台、和尚脑、夫妻岩、双猴斗嘴、仙人桥、孔雀开屏、点将台、如来神石等。
公园内还有天堂庙、忠孝寺、公主庙、南天门等历史遗迹，瑶山风情、瑶族服饰、瑶家山歌等民俗风情，“乌龟石”传说、公主庙传说等传说故事。

## 生态
常宁天堂山森林公园共有种子植物1379种，被子植物1367种，包括花榈木、银杏树、花梨木等稀有名贵树木。
2016年8月15日，衡阳市林业局野生动物保护科在高速公路上查获包括猪獾、果子狸、麂子、王锦蛇在内的一批野生动物。次日，工作人员将这批野生动物在常宁天堂山国家森林公园放生。